# بيلي أشفورد
بيلي أشفورد (بالإنجليزية: Bailey Ashford)‏ هو طبيب أمريكي، ولد في 28 سبتمبر 1873 في واشنطن العاصمة في الولايات المتحدة، وتوفي في 10 سبتمبر 1934 في سان خوان في الولايات المتحدة.